# Наталія Фалавінья
Наталія Фалавінья (порт. Natália Falavigna; нар. 9 травня 1984, Маринга) — бразильська тхеквондистка, олімпійська медалістка.

## Виступи на Олімпіадах
| Олімпіада  | Дисципліна      | Місце |
| ---------- | --------------- | ----- |
| Афіни 2004 | важка категорія | 4     |
| Пекін 2008 | важка категорія | 3T    |